# Gare de Beau-Marais
La gare de Beau-Marais est une gare ferroviaire française de la ligne de Coudekerque-Branche aux Fontinettes, située sur le territoire de la commune de Calais dans le département du Pas-de-Calais, en région Hauts-de-France. 
C'est une halte voyageurs de la Société nationale des chemins de fer français (SNCF), desservie par des trains TER Hauts-de-France.

## Situation ferroviaire
Établie à 3 mètres d'altitude, la gare de Beau-Marais est située au point kilométrique (PK) 40,2 de la ligne de Coudekerque-Branche aux Fontinettes entre les gares ouvertes de Gravelines et des Fontinettes.

## Service des voyageurs

### Accueil
Halte SNCF, c'est un point d'arrêt non géré (PANG) à accès libre.

### Desserte
Beau-Marais est desservie par des trains TER Hauts-de-France de la ligne P72, qui effectuent des missions entre les gares de Dunkerque et de Calais-Ville.

### Intermodalité
Le stationnement des véhicules est difficile à proximité de l'entrée de la halte.
La halte est desservie par les lignes 2 et 10 du réseau de bus de Calais, Imag'in.